# Gider dig ikke mer'
"Gider dig ikke mer'" er den anden single fra den danske sanger og sangskriver Rasmus Thude. Singlen blev udgivet den 14. maj 2012 og opnåede en 16. plads på den danske singlehitliste, hvor den tilbragte fem uger i alt. Den har desuden opnået platin for streaming, hvor var på den danske streaming top-20 i tretten uger i træk, med en 8. plads som højeste placering.

## Baggrund
Gider dig ikke mer' handler om at sætte hælen i, og gå en anden vej - og det behøver ikke nødvendigvis være i kærlighed. Rasmus Thude siger at han har altid selv fulgt sit hjerte, men har venner som ikke har turde gå fra det "trygge" både hvad angår kærester og drømme. Sangen er derfor hans bud på et spark bag i. 

## Hitlister og certifikationer
| Hitlister (2010)       | Højeste placering |
| ---------------------- | ----------------- |
| Danmark (Track Top-40) | 19                |
| Danmark (Streaming)    | 8                 |

| Land    | Certifikationer |
| ------- | --------------- |
| Danmark | Platin          |

## Eksterne links
Gider dig ikke mer på YouTube